# Alpaida haligera
Alpaida haligera este o specie de păianjeni din genul Alpaida, familia Araneidae. A fost descrisă pentru prima dată de Archer, 1971. Conform Catalogue of Life specia Alpaida haligera nu are subspecii cunoscute.